# Ambato
Ambato  ist eine Stadt in Ecuador. Sie ist die Hauptstadt der Provinz Tungurahua, gelegen in einer Anden-Hochebene auf etwa 2570 m Höhe zwischen den Ost- und West-Kordilleren. Die Stadt liegt etwa 140 km südlich von Quito und 30 km nordöstlich des Chimborazo, des höchsten Berges des Landes. Durch die Stadt führt die Panamericana.
Bei der Volkszählung 2022 hatte die Stadt Ambato 178.538 Einwohner, der Kanton Ambato hatte etwa 370.000 Einwohner.

## Geschichte
Schon seit über 1000 Jahren sind Siedlungen an den Ufern des Río Ambato nachweisbar. Nachdem bereits verschiedene Indianer-Stämme in der früher als Cashapamba bezeichneten Region siedelten, eroberten im 15. Jahrhundert die Inka-Heere die Hochebene. In der Nähe von Ambato siegte im Jahr 1530 der Inka-König Atahualpa über den ebenfalls den Thron beanspruchenden Halbbruder Huáscar. Mit der Neugründung der Stadt durch die spanischen Konquistadoren im Jahr 1535 erlangte Ambato eine gewisse Bedeutung als Handelsplatz. Von der einstmals die Stadt prägenden kolonialen Architektur ist heute kaum noch etwas erhalten, da am 5. August 1949 die Stadt durch ein Erdbeben praktisch dem Erdboden gleichgemacht und seitdem komplett neu aufgebaut wurde.
Seit 1948 ist die Stadt Sitz des römisch-katholischen Bistums Ambato.

## Bildung
In Ambato befindet sich ein Campus der Päpstlichen Katholischen Universität von Ecuador. Ferner ist hier der Sitz der privaten Universidad Regional Autónoma de los Andes.

## Wirtschaft
Die Stadt wird geprägt durch die vielen Obstplantagen in der Umgebung, die durch das gemäßigt-tropische, niederschlagsreiche Hochgebirgsklima gute Wachstumsbedingungen vorfinden. Außerdem ist die Stadt bekannt für eine vielfältige Produktion von Kunsthandwerksprodukten, insbesondere von Lederwaren. Der wichtigste Industriezweig ist der Karosseriebau, insbesondere von Reisebussen. Allerdings hatte diese Branche durch die Aufhebung der Fahrzeug-Importzölle in Ecuador Mitte der 1990er Jahre erhebliche Einbußen zu verzeichnen, da sie der internationalen Konkurrenz nichts entgegenzusetzen hatte.

## Verkehr
Der Flughafen Ambato liegt am nordöstlichen Rand der Stadt.

## Sport
Die wichtigsten Sportvereine der Stadt sind die professionellen Fußballvereine Macará, Técnico Universitario und Mushuc Runa Sporting Club. Die drei Vereine tragen ihre Heimspiele im Estadio Bellavista aus, das etwa 18.000 Zuschauern Platz bietet.

## Sehenswürdigkeiten
Auf Grund des Erdbebens von 1949 gibt es wenige architektonische Sehenswürdigkeiten in Ambato.
Die wichtigsten Sehenswürdigkeiten der Stadt sind:
- die Kathedrale von Ambato
- das Museum Quinta de Juan León Mera mit dem dazugehörigen Park
- Bibliothek und Museum Casa de Montalvo,
- die Casa de la Cultura am Parque Juan Montalvo mit einer Ausstellung zu Ambatos Geschichte sowie
- das naturkundliche Museum Museo de Ciencas Naturales des Colegio Nacional Bolívar.

Zu erwähnen sind auch drei sehenswerte Garten-Haciendas aus dem 19. Jahrhundert auf der nordwestlichen Uferseite des Río Ambato, in denen die Schriftsteller und Intellektuellen Juan Montalvo, Juan León Mera und Juan Benigno Vela wohnten, weshalb man auch von der Stadt der drei Juanes spricht.
Im ganzen Land bekannt ist die alljährlich zur Karnevalszeit Ende Februar stattfindende Fiesta de las Frutas y las Flores (Obst- und Blumenmesse). Der jeden Montag stattfindende Markt ist einer der größten im Land. Es werden dort hauptsächlich Obst und Gemüse verkauft. Die Indigenen kommen aus den unterschiedlichsten Dörfern der Umgebung und sind meist in lokaler Tracht gekleidet, wobei jedes Dorf eine etwas andere Tracht hat.

## Partnerstädte
- Ambato unterhält eine Partnerschaft mit Wenzhou, China.[1]
- Ambato unterhält seit 2017 eine Klimapartnerschaft mit Ludwigsburg, Baden-Württemberg.[2]

## Söhne und Töchter der Stadt
- Juan Montalvo (1832–1889), ecuadorianischer Schriftsteller, Essayist und Journalist
- Juan León Mera (1832–1894), ecuadorianischer Schriftsteller und Politiker, Dichter der Nationalhymne
- Jorge Enrique Adoum (1926–2009), ecuadorianischer Schriftsteller
- Iván Vallejo (* 1959), ecuadorianischer Bergsteiger
- Luis Bernardino Núñez Villacís (* 1963), römisch-katholischer Geistlicher, Bischof von Tulcán
- Carlos Mortensen (* 1972), spanischer Pokerspieler
- Fernando Ortega Ortega (* 1973), römisch-katholischer Geistlicher, Weihbischof in Cuenca
- Renata Salazar Ivancan (* 1975), deutsche Filmeditorin
- Rosa Chacha (* 1982), Langstreckenläuferin
- Jack Culcay (* 1985), deutscher Profiboxer
- Nathaly Maza (* 1991), österreichische Fußballspielerin
- Silvia Ortiz (* 1992), Langstreckenläuferin
- María Moya (* 2001), Squashspielerin

## Municipio
Das Municipio von Ambato besitzt eine Fläche von 46,5 km². Beim Zensus 2010 betrug die Einwohnerzahl 178.538. Das Municipio ist in 9 Parroquias urbanas.
| - Atocha Ficoa (⊙) - Celiano Monge (⊙) - Huachi Chico (⊙) - Huachi Loreto (⊙) - La Matriz (⊙) | - La Merced (⊙) - La Península (⊙) - Pishilata (⊙) - San Francisco (⊙) |